# نادي أريتسو
نادي أريتسو (بالإيطالية: Società Sportiva Arezzo)‏ هو نادي كرة قدم إيطالي مقره في أريتسو، توسكانا.